# BuddyPress
BuddyPress és un paquet de programari de servei de xarxes socials de codi obert propietat d'Automattic des del 2008. És un complement que es pot instal·lar a WordPress per transformar-lo en una plataforma de xarxes socials. BuddyPress està dissenyat per permetre a escoles, empreses, equips esportius o qualsevol altra comunitat nínxol iniciar la seva pròpia xarxa social o eina de comunicació.
BuddyPress hereta i s'estén als elements funcionals integrals del motor de WordPress, inclosos temes, extensions i ginys. Com que es basa en WordPress, s'escriu amb les mateixes tecnologies primàries, PHP i MySQL.
El 2010, BuddyPress es va situar en el tercer lloc dels Packt's Most Promising Open Source Project Awards, només per sota de Pimcore i TomatoCMS.